# Pogwizdów (Hażlach)
Pogwizdów (deutsch Pogwizdau oder Pogwisdau, früher auch Pfeifendorf, tschechisch Pohvizdov) ist eine Ortschaft mit einem Schulzenamt der Gemeinde Hażlach im Powiat Cieszyński der Woiwodschaft Schlesien in Polen.

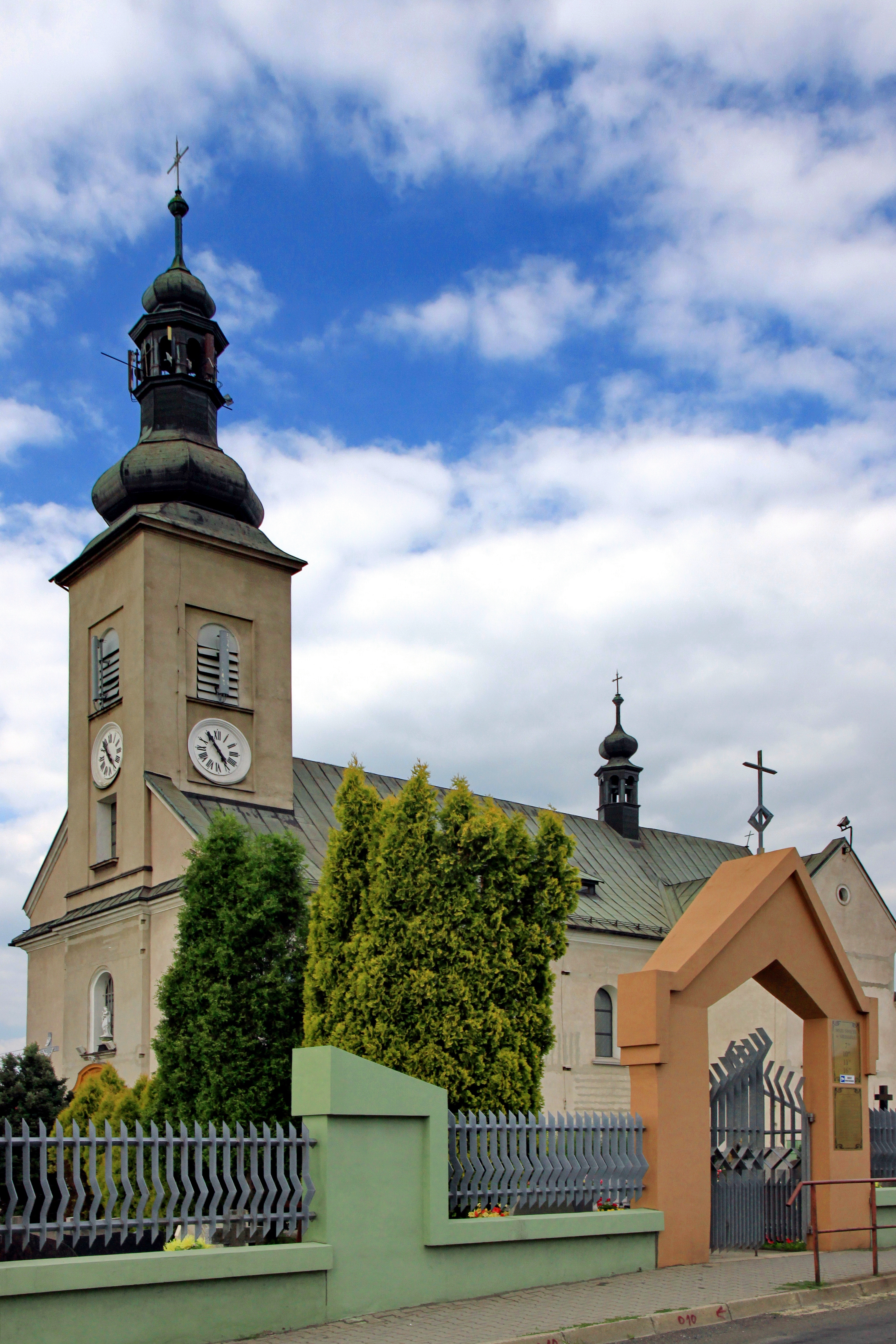
Katholische Kirche

## Geographie
Pogwizdów liegt im Ostrauer Becken, am Olsa etwa 32 km westlich von Bielsko-Biała und 60 km südlich von Katowice im Powiat (Kreis) Cieszyn.
Das Dorf hat eine Fläche von 472,79 ha.
Nachbarorte sind Kaczyce im Norden, Brzezówka im Osten, die Stadt Cieszyn im Süden, Karviná im Westen in Tschechien.

## Geschichte
Das Dorf liegt im Teschener Schlesien.
Der Ort wurde 1447 erstmals urkundlich als Pogwyzdow erwähnt. Der besitzanzeigende Name ist vom Personennamen bzw. Spitznamen Pogwizd abgeleitet, aber es ist auch möglich, dass es die Stelle, wo der Wind pfeift (pfeifen in Polnisch ist gwizdać) bedeutet. Der deutsche veraltete Name Pfeifensdorf war eine Lehnübersetzung von gwizdać (pfeifen), die tschechische Form Pohvizdov (h>g) setzte sich z. B. im Jahr 1729 als Pohwizdau oder 1736 als Bochwizdow durch.
Politisch gehörte das Dorf zum Herzogtum Teschen, die Lehensherrschaft des Königreichs Böhmen, seit 1526 gehörte es zur Habsburgermonarchie.
Die erste katholische Holzkirche wurde im Jahr 1722 erbaut. Die heutige Backsteinkirche wurde im Jahr 1817 gebaut. Die Pfarramt wurde im Jahr 1844 errichtet. In der ersten Hälfte des 19. Jahrhunderts wurde das Dorf von der Teschener Kammer abgekauft.
Nach der Aufhebung der Patrimonialherrschaften war es ab 1850 eine Gemeinde in Österreichisch-Schlesien, Bezirk Teschen und Gerichtsbezirk Teschen. In den Jahren 1880–1910 stieg die Einwohnerzahl von 546 im Jahr 1880 auf 781 im Jahr 1910, es waren überwiegend Polnischsprachige (zwischen 96,7 % und 98,6 %), im Jahr 1880 auch 17 (3,1 %) Deutschsprachige. Im Jahre 1910 waren 76,4 % römisch-katholisch, 22 % evangelisch, es gab 11 (1,6 %) Juden.
1920, nach dem Zusammenbruch der k.u.k. Monarchie und des Polnisch-Tschechoslowakischen Grenzkriegs, kam Pogwizdów zu Polen. Unterbrochen wurde dies nur durch die Besetzung Polens durch die Wehrmacht im Zweiten Weltkrieg.
Von 1975 bis 1998 gehörte Pogwizdów zur Woiwodschaft Bielsko-Biała.